# V345 Большой Медведицы
V345 Большой Медведицы (лат. V345 Ursae Majoris) — одиночная переменная звезда в созвездии Большой Медведицы на расстоянии (вычисленном из значения параллакса) приблизительно 17303 световых лет (около 5305 парсеков) от Солнца. Видимая звёздная величина звезды — от +14,06m до +13,34m.

## Характеристики
V345 Большой Медведицы — пульсирующая переменная звезда типа RR Лиры (RRAB).